# Maurice Montet
Pour les articles homonymes, voir Montet.
Maurice Montet, né le 26 mars 1905 à Roanne (Loire) et mort le 6 juillet 1997 à Thizy (Rhône), est un artiste-peintre français.

## Biographie[1],[2]
Maurice Montet est le fils d'Élie Montet (1877-1944), serrurier-ferronnier, vendeur-réparateur de cycles et d'Anna Barras (1876-1934), secrétaire de mairie puis tordeuse dans l’industrie textile. Il a deux frères aînés et une sœur cadette : Edgard (né en 1903) et Clément (né en 1904), avec lesquels il sera placé en pension à Villers chez un couple de tisseurs, et Camille (née en 1913).
Sa famille qui vit à Roanne près de l’église Sainte-Anne, déménage à Thizy dans le quartier Merle en 1908. Maurice Montet est scolarisé de 1911 à 1919 chez les frères dont il gardera une foi profonde. En 1914, il est en classe, et se fait remarquer par le portrait qu’il exécute de son professeur. En 1918, à treize ans, il dessine sa mère Anna en train de « visiter du tissu » puis son père Élie qui écoute un poste à galène, ses premiers dessins sont bien maîtrisés.
Se rendant compte qu'il n'est pas fait pour les études, il quitte l'école à douze ans et commence à travailler en apprentissage comme mécanicien d’entretien en effectuant du nettoyage dans une usine. Jusqu’à dix-huit ans, il occupera plusieurs places dans les ateliers des usines de Thizy et de Roanne.
Maurice Montet s'engage dans la marine marchande en novembre 1923, comme mécanicien-graisseur et embarque à bord de L'Andromède, un cargo mixte desservant l’Océanie, il emporte avec lui un bloc de papier à dessin et les œuvres de Théodore Botrel. Il y trouve alors de nouvelles sources d’inspiration : les marins, les buveurs et les filles. Il effectue son rapide apprentissage de marin entre Dunkerque et Bordeaux. De là, il rejoindra les Antilles, puis Panama et gagnera ensuite Tahiti, royaume éclatant de Gauguin, puis la Nouvelle-Calédonie et enfin l’Australie.
Maurice Montet ressent le mal du pays et met un terme à son engagement dans la marine marchande. Mais déçu de la vie à terre, il contracte en juin 1924 un engagement dans la marine de guerre et embarque à Toulon en 1925 à bord du sous-marin Le Regnault comme quartier maître mécanicien, juste après avoir fait la connaissance de Marguerite Depay (1905-1992) dont la mère est l’amie d'Anna, toutes deux travaillent dans la même usine de tissage. À la suite d’une grave avarie au large de Porquerolles, il frôle la mort. Il quitte définitivement la marine de guerre le 29 juin 1927.
Il devient alors mécanicien d’entretien aux établissements Berthaud-Perrin, une fabrique de tissus d’ameublement et y exercera de 1928 à 1946. C’est dans cette fabrique, avec sa forge qu’il va aborder un autre volet de son art : le fer forgé. Il réalisera de nombreuses œuvres, notamment sur commande : portails, porte-manteaux, lustres, lampadaires, bougeoirs, etc.
Il épouse le 10 mars 1928 à Bourg-de-Thizy, Marguerite Depay. Le couple habite dans une maison située juste en face de l’usine où travaille Maurice Montet dans le quartier Chaboud à Thizy. De ce mariage naîtront sept enfants.
En 1930, à vingt-cinq ans, il expose sa première œuvre (une petite huile représentant la rue Porte-Jacquot à Thizy datée de 1927) chez M. Demathieu, encadreur à Thizy. En 1934, Maurice Montet connaît les souffrances du deuil de sa mère qui décède à cinquante-sept ans, il peint la scène triste du corbillard tiré par une « rossinante » dans une rue déserte et mouillée.
Il se fait déjà un peu connaître car il expose tous les ans depuis 1934 au Salon des Amis des Arts de Roanne. En 1945, il devient un exposant annuel du Salon Regain, situé quai de Bondy à Lyon. Les critiques saluent en lui un fauve inconnu au dessin sûr et aux couleurs chatoyantes, un peintre qui s’est fait tout seul et qui, par sa peinture, s’inscrit dans la lignée des Toulouse-Lautrec et Utrillo. En 1935, il rencontre Henri Vieilly, enseignant à l’École des Beaux-Arts de Lyon qui deviendra un ami et un professeur. Il l’initie, entre autres, à l’art du nu dans son atelier de la place des Terreaux à Lyon.
Maurice Montet créé avec René Merlin le groupe Arc en ciel. Ce groupe, auquel Maurice Utrillo, peintre ami, apporte son soutien en 1938 regroupe des artistes, quelle que soit leur activité pour mettre leur art en commun. Il y trouve le remède à « l’isolement intellectuel et artistique dans lequel sont souvent plongées les petites villes et plus particulièrement Thizy ».
Durant la Seconde Guerre mondiale, Maurice Montet est affecté dans un détachement ouvrier à l’arsenal de La Mouche à Lyon, aux ordres d’un officier ivrogne. En juin 1940, il est témoin des souffrances de l’exode qu’il retranscrit sur la toile. En 1944, il change d’adresse et habite au 11 rue du Bois Semé à Thizy, ce qui le rapproche du centre ville ; la même année il fait la connaissance de l’écrivain Armand Lanoux, président de l’académie Goncourt. Ce dernier, à l’amitié solide, va se révéler un levier capital. Maurice Montet quitte la fabrique Berthaud-Perrin et devient professeur technique adjoint au centre d’apprentissage d’Amplepuis, une grave crise de rhumatisme le cloue quatre mois au lit et lui permet un retour sur lui-même. Démissionnant de son emploi, il trouve un poste de professeur de dessin dans un centre d'éducation ménagère. En mai 1944, les souffrances du deuil se manifestent à nouveau de manière aiguë à Maurice Montet qui perd son père Élie.
En mai 1944, il expose au Salon des Beaux-Arts à Saint-Étienne avec Maurice Utrillo, Suzanne Valadon, Georges Oudot, Jean Lurçat, Yves Brayer et André Utter. À cette occasion, le ministre des Beaux-Arts de l’époque Georges Hilaire lui adresse une lettre dans laquelle il déclare avoir rencontré un « fauve inconnu ». Maurice Montet, en mal d’évasion, est conquis par les gens du voyage dans leur roulotte, par les cirques en plein air et par l’atmosphère des gares. La ré-instauration après 1945 des fêtes foraines et des défilés aux flambeaux vont figurer parmi ses sujets de prédilection. Sensible à la souffrance humaine, il la traduit chez les « filles de rue » et dans la population hantant les cafés. Il aime les chevaux et va les peindre abondamment.
Le groupe Arc en ciel prendra son essor en 1947 et regroupera des hommes de lettres, des sculpteurs, des peintres et des musiciens, dont René Merlin, beau-frère de Maurice. L’une des principales activité consistait en l’organisation d’un salon auquel Maurice Montet invitait ses amis. Il rassemblera ainsi, à l’instar de sa vie entière des chaînes d’amis qui étaient également ses admirateurs. On trouvera ainsi les écrivains Armand Lanoux et Bernard Clavel, le cinéaste Pierre Étaix, des peintres comme Maurice Utrillo, Jean Puy, René Margotton et Mick Micheyl ou encore Annie Fratellini, fondatrice d’une école de cirque, qui influencera Maurice Montet en matière de clowns, d’animaux et de gens du voyage. 
Maurice Montet, ainsi que de nombreux artistes s’illustreront notamment dans la restauration, durant dix ans, de la chapelle Saint-Georges de Thizy au chœur roman de 1080, alors à l’abandon, en découvrant notamment une descente de croix attribuée à Van der Weyden ainsi que d’intéressantes fresques. René Merlin, qui partageait avec lui les bancs de l’école devient son beau-frère en se mariant avec sa sœur Camille ; talentueux musicien primé par le conservatoire de Lyon, compositeur et chef d’orchestre, il devient un de ses confidents et fonde une chorale dont s’inspire le peintre. 
Maurice Montet assouvit son besoin de liberté professionnelle en fondant avec son ami Perche une entreprise de ferronnerie et de mécanique. En 1950, l’entreprise périclite. Montet et Perche décident de se séparer. Il met un terme à son activité artisanale et « se jette à l’eau ». Il va s’adonner totalement à son art, avec tous les aléas attachés à cette décision. Autre rencontre, autre chance de Maurice Montet, celle de Michel Aulas. Sa biographie de Maurice Montet, parue en 1959 sous le titre L’inconnu de Thizy, ainsi que ses nombreux articles de presse accentuent l’audience du peintre et élargissent le cercle de ses acheteurs.
Il est acquis à partir de 1951 par de grandes villes françaises dont Paris, Lyon et par l’État. Trois œuvres le sont notamment par le Fonds national d’art contemporain : La carriole, un paysage et L’enterrement. Entre 1950 et 1960, le peintre fréquente souvent la capitale et se rend régulièrement aux ateliers de la Butte en nouant amitié avec Raymonde Bégué, « dame du Tout-Paris » et André Schoeller, expert en tableaux. En octobre 1954, au 3e Salon de Romans-sur-Isère, il figure aux côtés de Jean Fusaro, Jean Couty, André Cottavoz, Jean Carzou, Bernard Buffet et Yves Brayer.
En 1956, Maurice Montet qui rêve d’une grande exposition à Paris, voit son rêve exaucé en remportant lors des jeux floraux de Normandie, le concours « le rêve de votre vie », organisé par Radio-Luxembourg. En remportant les trois prix de dessin, gravure et sculpture, il pourra ainsi exposer à la galerie Marcel Bernheim, 35 rue de la Boétie. C’est une réussite dans la mesure où elle attire des regards de personnes influentes dans le monde de la peinture. C’est là que Max Favalelli comparera sa peinture à celle de Toulouse-Lautrec. Des offres très alléchantes sont faites au peintre avec un revenu fixe et une renommée assurée. Ces nouveaux amis du peintre le réclament à Paris. Pour Maurice Montet qui n’aime pas se faire « ligoter » et a horreur de l’esbroufe et des mondanités, la décision est vite prise : c’est non. Toujours en 1956, au siège de la Société des amis des Arts, il côtoie les maîtres André Lhote, Roger Chapelain-Midy, Jean Picard Le Doux, Lucien Fontanarosa, Jean Carzou et Yves Brayer.
En janvier 1957, au Musée d’Art Moderne de Paris, il voisine avec Jean Carzou, Yves Brayer, Roger Chapelain-Midy et Lucien Fontanarosa.
Les expositions vont ensuite se multiplier (il en a été recensé trois-cent-neuf). Outre le Salon des indépendants à Paris ou le Salon Regain à Lyon, il envoyait à la demande de galeries ou d’organisateurs d’expositions des œuvres dans toute la France. Il expose ainsi avec succès dans la capitale dans de brillantes galeries comme Pelletan-Helleu au 125, boulevard Saint-Germain, au Musée pédagogique de la rue d’Ulm, le Salon Populiste du boulevard du Montparnasse, la galerie Monique de Groote au 20, avenue Kléber, la galerie Pierre Para sur la place de la Madeleine, la galerie André Weil au 26, avenue Matignon, etc.
Son amour de Thizy va l’amener à devenir le président du syndicat d’initiative et ce, dès sa création. En ardent défenseur de tout ce qui se ramène au passé de sa commune, il devient logiquement la personne chargée de la conservation du patrimoine thizerot. On lui doit également le chemin de croix de la chapelle du Ronzy à Bourg-de-Thizy et des vitraux (dont ceux de l'église Saint-Germain de Chiroubles). En dehors de son thème de prédilection qu’est la rue sous toutes ses formes, il ramène des assises à Lyon en 1960, puis de 1970 à 1972 où il est désigné juré, portraits et scènes de séances, déclarées comparables par la critique au style de Daumier.
En 1962, il perd son beau-frère et regretté camarade artiste musicien René Merlin, âgé de cinquante-sept ans. En mémoire de son œuvre artistique remarquable, son buste trône depuis sur une place de Thizy. En 1963, Maurice fonde le Groupe des neuf, mettant en commun des sculpteurs (comme Michel Lapandéry et Jean Lachaize) et peintres régionaux (comme Gabriel Ohayon, Maurice Mauletti, Alain Joly, Jullian, Michèle Gramelle et Emmanuelle Grégoire) de Lyon et de sa région, mettant ensemble leur talent, leurs idées, leur vocation, afin de se faire connaître du public. Ils tiendront une réunion par semaine durant près de dix ans.
Dans les années 1970, il crée le musée Mathilde Ovize dans une antique maison des vieux quartiers de Thizy qu’il inaugure en juin 1979. Il y rassemble des objets du patrimoine local. Dix ans plus tard, il fait don du contenu ainsi que du musée en lui-même à la municipalité de Thizy. Il a participé également à des manifestations internationales comme, en 1971 à Bruxelles (Belgique) et Montréal (Canada), en 1981 à Minsk (Biélorusie), Fürth (Allemagne), New-York (États-Unis), etc.
En 1992, Marguerite Depay, sa femme, rendue prisonnière par sa surdité et atteinte de paralysie depuis six mois, s’éteint le 15 novembre à quatre-vingt-six ans.
Maurice Montet s’est éteint le 6 juillet 1997 à l’âge de quatre-vingt-douze ans, comblé par une vie consacrée comme il le désirait à la peinture et à l'art.

## Salons
- 1944 : Salon des Beaux-Arts à Saint-Étienne.
- 1954 : Salon de Romans-sur-Isère.
- Salon Confrontations à Ambierle.
- Salon des Amis des Arts de Roanne.
- Salon des indépendants.
- Salon Regain à Lyon.
- Salon des Peintres « témoins de leur temps » au Musée Galliera à Paris.

## Expositions et galeries
- 1948 à 1992 : Exposition au groupe Arc en ciel à Thizy.
- 1952 à 1957 : Contrat avec l’expert en tableaux André Schoeller.
- 1956 : Exposition au siège de la Société des amis des Arts.
- 1956 : Exposition à la galerie Marcel Bernheim à Paris.
- 1957 : Exposition au Musée d’Art Moderne de Paris.
- 1963 à 1973 : Exposition au Groupe des neuf  à Thizy.
- 1971 : Exposition à Bruxelles (Belgique).
- 1971 : Exposition à Montréal (Canada).
- 1981 : Exposition à Minsk (Biélorussie).
- Exposition à Fürth (Allemagne).
- Exposition à New-York (États-Unis).
- Exposition en Angleterre.
- Exposition en Suisse.
- Exposition au Luxembourg.
- Exposition au Brésil.
- Exposition à la galerie Perbet à Roanne.
- Exposition aux Amis des Arts de Givors.
- Exposition au Groupement des Artistes du Beaujolais à Villefranche-sur-Saône.
- Exposition à la galerie Fournier à Villefranche-sur-Saône.
- Exposition à la galerie Thomann à Villefranche-sur-Saône.
- Exposition à la galerie Sevigné à Vichy (Maîtres Contemporains).
- Exposition à la galerie Pelletan-Helleu à Paris.
- Exposition à la galerie Monique de Groote à Paris.
- Exposition à la galerie Pierre Para à Paris.
- Exposition à la galerie André Weil à Paris.
- Exposition au Musée Pédagogique de la rue d’Ulm à Paris.
- Exposition au Salon Populiste à Paris.

## Décorations, distinctions, prix et récompenses

### Décorations françaises
- Officier de l’Instruction Publique (1957)
- Chevalier de l’ordre des Arts et des Lettres (1977)

### Distinctions
- Médaille d’Argent Arts Sciences Lettres de la Ville de Paris (1948)
- Médaille du Mérite Civique (1967)

### Prix et récompenses
- 1937 : 1er Prix au Salon de la ville de Saint-Dié-des-Vosges.
- 1938 : 1er Prix Salon des Indépendants Graveurs à Colmar.
- 1947 : 1er Prix Jeux Floraux de Normandie à Caen.
- 1947 : 1er Prix Salon de Printemps à Villefranche-sur-Saône.
- 1948 : 1er Prix de dessin et de peinture à l’exposition des artistes de l’enseignement à Lyon.
- 1950 : 1er Prix de la ville de Saint-Dizier.
- 1955 : 1er Prix au Salon des Artistes et Artisans du Bâtiment (attribué par le groupe Paris-Lyon).
- 1957 : 2e prix de l’exposition « Kermesse aux étoiles » de Paris (en aquarelle).
- 1958 : Médaille d’or hors concours à l’exposition de la Société Lyonnaise des Beaux-Arts.
- 1959 : Sélectionné en finale par jury du Grand Prix d’Hiver sur 30 peintres, Galerie Royale à Paris.
- 1959 : Diplôme d’Honneur au Salon International de l’Art Libre à Paris.
- 1970 : 1er Prix Exposition Internationale de Deauville.
- 1972 : Médaille d’or hors concours au Grand Prix international de peinture à Juan-les-Pins.
- 1984 : Médaille d’argent au Salon international de la peinture au Palais des papes d’Avignon.
- Médaille d’or hors concours à l’Union Artistique franco-européenne de Juan-les-Pins.

## Rétrospective
- 4 juin au 16 octobre 2005 : Écomusée du Haut-Beaujolais[9].